# USS Otter (DE-210)
USS Otter (DE-210) là một tàu hộ tống khu trục lớp Buckley được Hải quân Hoa Kỳ chế tạo trong Chiến tranh Thế giới thứ hai. Tên nó được đặt theo Đại úy Hải quân Bethel Veech Otter (1914-1942), người từng phục vụ trên tàu tiếp liệu tàu ngầm Canopus (AS-9) và được tặng thưởng Huân chương Ngôi sao Bạc trước khi tử trận trong Trận Corregidor vào ngày 6 tháng 5, 1942. Nó đã phục vụ cho đến khi chiến tranh kết thúc, xuất biên chế năm 1947 và bị đánh chìm như một mục tiêu năm 1970. Otter được tặng thưởng một Ngôi sao Chiến trận do thành tích phục vụ trong Thế Chiến II.

## Thiết kế và chế tạo
Những chiếc thuộc lớp tàu hộ tống khu trục Buckley có chiều dài chung 306 ft (93 m), mạn tàu rộng 37 ft 1 in (11,30 m) và độ sâu mớn nước khi đầy tải là 11 ft 3 in (3,43 m). Chúng có trọng lượng choán nước tiêu chuẩn 1.400 tấn Anh (1.400 t); và lên đến 1.740 tấn Anh (1.770 t) khi đầy tải. Hệ thống động lực bao gồm hai turbine hơi nước General Electric công suất 13.500 mã lực (10.100 kW), dẫn động hai máy phát điện công suất 9.200 kilôwatt (12.300 hp) để vận hành hai trục chân vịt;  công suất 12.000 hp (8.900 kW) cho phép đạt được tốc độ tối đa 23 kn (26 mph; 43 km/h), và có dự trữ hành trình 6.000 nmi (6.900 mi; 11.000 km) khi di chuyển ở vận tốc đường trường 12 kn (14 mph; 22 km/h).
Vũ khí trang bị bao gồm ba pháo 3 in (76 mm)/50 cal trên tháp pháo nòng đơn có thể đối hạm hoặc phòng không, một khẩu đội 1,1 inch/75 caliber bốn nòng và tám pháo phòng không Oerlikon 20 mm. Vũ khí chống ngầm bao gồm một dàn súng cối chống tàu ngầm Hedgehog Mk. 10 (có 24 nòng và mang theo 144 quả đạn); hai đường ray Mk. 9 và tám máy phóng K3 Mk. 6 để thả mìn sâu. Khác biệt đáng kể so với lớp Evarts dẫn trước là chúng có thêm ba ống phóng ngư lôi Mark 15 21 inch (533 mm). Thủy thủ đoàn đầy đủ bao gồm 186 sĩ quan và thủy thủ.
Otter được đặt lườn tại Xưởng hải quân Charleston ở Charleston, South Carolina Portsmouth, Virginia vào ngày 26 tháng 7, 1943. Nó được hạ thủy vào ngày 23 tháng 10, 1943; được đỡ đầu bởi bà William M. Otter, mẹ Đại úy Otter, và nhập biên chế vào ngày 21 tháng 2, 1944 dưới quyền chỉ huy của Hạm trưởng, Thiếu tá Hải quân Donald M. Kerr.

## Lịch sử hoạt động
Sau khi hoàn tất chuyến đi chạy thử máy huấn luyện tại khu vực Bermuda, Otter gia nhập Hạm đội Đại Tây Dương và đã hộ tống cho hai tàu sân bay trong hành trình đi sang Casablanca, Morocco thuộc Pháp. Cho đến cuối năm 1944, nó tiếp tục hộ tống các đoàn tàu vận tải từ các cảng Hoa Kỳ vượt Đại Tây Dương để hướng sang các cảng Địa Trung Hải.
Vào tháng 12, 1944, Otter cùng ba tàu hộ tống khu trục khác được điều về một đội tìm-diệt tàu ngầm để hoạt động tại khu vực Trung tâm và Bắc Đại Tây Dương. Vào ngày 16 tháng 1, 1945, không cần đến sự trợ giúp của máy bay, đội đã phát hiện và đánh chìm tàu ngầm U-boat Đức U-248; Otter đã đóng góp phần tích cực trong trận này khi tấn công bằng một loạt các quả mìn sâu đưa đến việc tiêu diệt đối phương.
Sang tháng 4, đội tìm-diệt này được sáp nhập cùng một lực lượng đặc nhiệm lớn, bao gồm cả tàu sân bay hộ tống, để tuần tra chống tàu ngầm dọc theo các tuyến đường hàng hải chính tại Bắc Đại Tây Dương. Trong một chuyến tuần tra như vậy vào ngày 24 tháng 5, tàu hộ tống khu trục Frederick C. Davis (DE-136) đã bị đắm do trúng ngư lôi; và trong khi các tàu chiến khác hợp sức truy lùng và đánh chìm được tàu ngầm U-546 tại tọa độ 43°53′B 40°07′T / 43,883°B 40,117°T, Otter đã giúp vào việc cứu vớt những người sống sót.
Khi chiến tranh kết thúc tại châu Âu, Otter là một trong số những tàu chiến Hoa Kỳ được cử đi tiếp quản các tàu ngầm U-boat Đức đầu hàng. Nó đã chặn một chiếc U-boat tại vùng biển phía Đông Newfoundland, Canada, phái một đội đổ bộ lên chiếc U-boat trước khi hộ tống nó vượt quãng đường trên một nghìn dặm về vùng bờ Đông Hoa Kỳ. Con tàu sau đó được tái trang bị nhằm chuẩn bị để được cử sang phục vụ tại Mặt trận Thái Bình Dương; tuy nhiên do Nhật Bản đã chấp nhận đầu hàng vào ngày 15 tháng 8 giúp kết thúc cuộc xung đột, kế hoạch bị hủy bỏ và nó được cử đến Căn cứ Tàu ngầm Hải quân New London, New London, Connecticut để phục vụ cho việc huấn luyện.
Otter được cho xuất biên chế vào ngày tháng 1, 1947 và được đưa về Hạm đội Dự bị Đại Tây Dương; con tàu không bao giờ được đưa ra hoạt động trở lại. Tên nó được cho rút khỏi danh sách Đăng bạ Hải quân vào ngày 1 tháng 11, 1969, và nó bị đánh chìm như một mục tiêu ngoài khơi Puerto Rico vào ngày 10 tháng 7, 1970.

## Phần thưởng
Otter được tặng thưởng một Ngôi sao Chiến trận do thành tích phục vụ trong Thế Chiến II.
|  |             |  |
|  | Bronze star |  |

| Dãi băng Hoạt động Tác chiến (truy tặng) |                                                                              |                                      |
| Huân chương Chiến dịch Hoa Kỳ            | Huân chương Chiến dịch Châu Âu-Châu Phi-Trung Đông với 1 Ngôi sao Chiến trận | Huân chương Chiến thắng Thế Chiến II |